# Conches GE
| GE ist das Kürzel für den Kanton Genf in der Schweiz. Es wird verwendet, um Verwechslungen mit anderen Einträgen des Namens Conches zu vermeiden. |

Conches ist ein Quartier der Gemeinde Chêne-Bougeries am südöstlichen Stadtrand von Genf in der Schweiz.
Es liegt zwischen dem Bezirk Florissant und der Gemeinde Veyrier und wird im Süden durch eine Flussschleife der Arve begrenzt. Das Quartier ist bekannt für seine Ruhe und seine luxuriösen Villen.

## Kultur

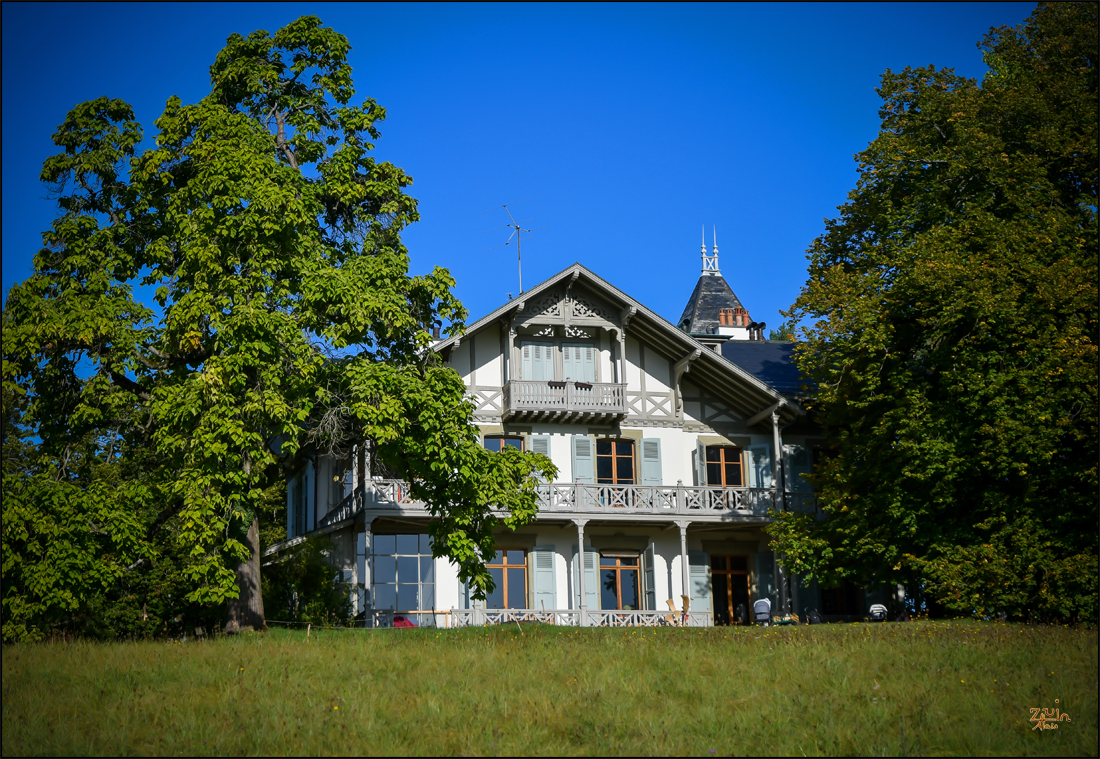
Villa La Tortorella

Von 1976 bis 2013 befand sich in der Villa La Tortorella an der Chemin Calandrini 7 das Musée d’ethnographie de Genève (Museum für Völkerkunde der Stadt Genf). Seit 2015 findet dort das „Maison de la Créativité“ statt, das Kindern bis 6 Jahren und ihren Eltern einen unterhaltsamen und kulturellen Treffpunkt bietet.